# Interpreteres nyelvek
Az interpreteres nyelveken írt programok önálló futásra alkalmatlanok, melyek futtatáshoz szükséges egy interpreter, ami feldolgozza azt. Legtöbb esetben ezek a programok a megírásuk után semmilyen feldolgozáson nem esnek át, vagyis a futtatás közvetlenül a forráskódból történik.

## Előnyük
Előnyük a gyors fejleszthetőség, mivel nincs szükség az esetenként hosszas fordításra, továbbá bármikor szerkeszthető a forráskód, másképp mondva: a forráskód maga a program, tehát ahol a program ott lehet módosítani.

## Hátrányuk
Ugyanez a dolog sokszor pont a hátránya is ezeknek a nyelveknek, mivel bárki belenyúlhat a program forráskódjába. Az interpreter hiánya vagy változása (pl.: programfrissítés) meghiúsíthatja, utóbbi esetben egy kis szerencsével „csak” megváltoztathatja a futást.

## Példák
Ilyen nyelvek a BASIC, PowerShell, PHP, Bash, ASP, Perl, JavaScript, Python és Lua.